# Zimowe Grand Prix Szwecji
Zimowe Grand Prix Szwecji, oryg. Sveriges Vinter Grand Prix – zimowy wyścig samochodowy, który odbywał się nieregularnie w latach 1931–1947 w miejscowości Borlänge.

## Historia
W 1906 roku Królewski Automobilklub Szwecji (KAK) zorganizował pierwszy zimowy wyścig samochodowy pomiędzy Sztokholmem a Göteborgiem. Zawody te odbywały się w latach 1906–1914, 1920 i 1925–1930. W 1931 roku KAK zdecydował się na zorganizowanie Zimowego Grand Prix Szwecji – pierwszego zimowego Grand Prix w historii – i kierował się takim wyborem lokalizacji, przy której kluczowym czynnikiem byłaby niezawodność samochodów. Zdecydowano, że wyścig odbędzie się w okolicy jeziora Rämen w środkowej Szwecji. Cały tor liczył ponad 46 kilometrów i przebiegał przez lasy, a dwukilometrowa sekcja odbywała się bezpośrednio na odśnieżonym, zamarzniętym jeziorze. Drogi leśne były wąskie i kręte, ponadto ich cechą charakterystyczną były nagłe zmiany wysokości, co stanowiło dodatkowe wyzwanie dla kierowców. Boksy i trybuny zostały zbudowane niedaleko torów kolejowych, dzięki czemu widzowie mogli przybyć pociągiem. Fakt, iż ze względu na długość toru kibice widzieli samochody co 35 minut, znacznie utrudniał śledzenie zawodów.
Pierwszy wyścig miał miejsce 22 lutego 1931 roku, a wśród startujących był Rudolf Caracciola. Wyścig liczył osiem okrążeń, a jego dystans wynosił 384,1 km. Caracciola odpadł na czwartym okrążeniu, a pierwsze dwa miejsca zajęli Finowie: Karl Ebb (Auburn) przed Johanem Ramsayem (Chrysler). Drugi wyścig, w sezonie 1932, oglądało 60 tysięcy widzów, a wygrał go lokalny kierowca, Olle Bennström jadący Fordem. W 1933 roku pewne zwycięstwo wśród 31 startujących odniósł kierowca Alfy Romeo, Per-Viktor Widengren.
Po śmierci mechanika Erika Lafrenza podczas Letniego Grand Prix Szwecji 1933 Zimowe Grand Prix Szwecji zawieszono na dwa lata. W 1936 roku wyścig został ponownie rozegrany na lekko zmodyfikowanym torze, a 29 zgłoszonych było podzielonych na klasę samochodów Grand Prix i standardowych. Na pierwszym okrążeniu wyścigu doszło do kolizji, ale nikt nie odniósł poważnych obrażeń. Zwycięstwo odniósł Eugen Bjørnstad w Alfie Romeo. Wyścig ze względu na niewielkie zainteresowanie (30 tysięcy osób) okazał się jednak ekonomiczną porażką i nie odbywał się do 1947 roku.
W 1947 rozegrano ostatnie Zimowe Grand Prix Szwecji. Miało ono miejsce na wojskowym lotnisku Rommehed. Trasa liczyła 20 okrążeń po 5,176 km. Wyścig odbywający się w temperaturze -29 °C oglądało prawie 50 tysięcy ludzi. W zawodach wystartowało czterech kierowców, ponieważ statek przewożący samochody większości kierowców kontynentalnych utknął w lodzie w drodze na zawody. Tę edycję wyścigu wygrał Reg Parnell w ERA.

## Zwycięzcy
| Rok  | Tor      | Zwycięzca            | Samochód         |
| ---- | -------- | -------------------- | ---------------- |
| 1931 | Rämen    | Karl Ebb             | Auburn Special   |
| 1932 | Rämen    | Olle Bennström       | Ford Special     |
| 1933 | Rämen    | Per-Viktor Widengren | Alfa Romeo Monza |
| 1936 | Rämen    | Eugen Bjørnstad      | Alfa Romeo Monza |
| 1947 | Rommehed | Reg Parnell          | ERA A-Type       |